# Martin Toulemonde
 (mai 2022).
L'article doit être relu — et modifié si nécessaire — par des contributeurs indépendants pour apporter un regard critique aux contributions effectuées en violation des conditions d'utilisation de Wikipédia, tant sur la forme (notamment concernant le style encyclopédique, la proportionnalité) que sur le fond (la neutralité de point de vue, la qualité et l'indépendance des sources).
 (mai 2022).
Pour les articles homonymes, voir Toulemonde.
Martin Toulemonde est un entrepreneur français né le 8 janvier 1970 à Croix (59).

## Biographie

### Formation
Après une scolarité Montessori à Jeanne d’arc à Roubaix puis au Lycée Privé de Marcq-en-Barœul, il intègre l’ESSCA à Angers. Il passe sa dernière année à Haarlem aux Pays-Bas. Il est diplômé en 1991.

### Carrière professionnelle
Sa carrière professionnelle commence en 1991 où il prend la direction du marketing de Bonduelle España à Madrid. Il rentre en France en 1994 pour s’occuper du marketing de l’Europe de la branche surgelé du groupe Bonduelle.
Il rentre en France en 2000 pour se consacrer à un projet entrepreneurial et invente le concept du drive alimentaire en France.
Il convainc Gérard Mulliez et le Groupe Auchan de le suivre sur ce projet et lance en 2004 Chronodrive, la première chaîne de drive alimentaire avec Ludovic Duprez. Le premier magasin ouvre à Marcq-en-Barœul le 14 février 2004. Suivront une soixantaine d’autres magasins. Chronodrive a été le pionnier du concept en France et a inventé ce canal qui compte maintenant environ 4 162 drives sur le territoire et pèse en 2021 10 milliards d’euros. A l’étranger le concept se développe un peu partout notamment aux États-Unis. En 2020, Chronodrive réalise un chiffre d’affaires de 580 millions d’euros.
En 2011, il revend ses parts à Groupe Auchan et quitte la direction de l’entreprise pour se consacrer à l’accompagnement de l'entrepreneuriat innovant. En 2014, il fonde avec Charles Perrard Sparkling Partners, startup studio basé principalement à Lille et à Paris.